# Iveta Mukutjian
Iveta Mukutjian (armeniska: Իվետա Մուկուչյան), född den 14 oktober 1986 i Jerevan, är en armenisk sångerska, låtskrivare och modell. Hon representerade Armenien i Eurovision Song Contest 2016 i Stockholm med låten "LoveWave".

## Biografi
Mukutjian föddes i Jerevan, huvudstaden i Armeniska SSR i Sovjetunionen. Hon gick på dagis i Jerevan innan hennes familj år 1992 flyttade till Hamburg i norra Tyskland. Hon studerade vid den katolska Sankt Ansgar-skolan i Hamburg mellan åren 1998 och 2006.
Mukutjian återvände till Armenien år 2009, enligt henne själv på grund av hennes föräldrars vilja. Hon började i samband med detta studera jazzsång vid Jerevans statliga konservatorium Komitas.

## Musikkarriär
Mukutjian deltog i den fjärde säsongen av armeniska Idol, Haj Superstar, år 2009 och slutade där på femteplats. År 2010 mottog hon priset som "Discovery of the Year" vid "Armenia Awards". År 2012 deltog Mukutjian i den andra säsongen av The Voice of Germany där hon vid sin audition framförde Loreens vinnarlåt i Eurovision Song Contest 2012, "Euphoria". Hon valdes av Xavier Naidoo och blev en del av hans lag. I den andra fasen av tävlingen var hon den vinnande deltagaren från Naidoos lag där deltagarna framförde låten "Many Rivers to Cross" av Jimmy Cliff. Hon slogs dock ut ur tävlingen i nästa fas.

### Eurovision Song Contest 2016
I oktober 2015 presenterade ARMTV Iveta Mukutjian som Armeniens internt valda deltagare att delta i Eurovision Song Contest 2016. I ett meddelande på Eurovision Song Contests officiella Youtube-kanal meddelade hon samtidigt att man söker kompetenta låtskrivare och kompositörer till tävlingsbidraget. Bidragen skulle skickas in till ARMTV senast den 13 november 2015. Ett hundratal låtar skickades in och valet föll slutligen på låten "LoveWave", som presenterades som Armeniens bidrag den 19 februari 2016. Låten släpptes tillsammans med en musikvideo den 2 mars 2016.
Mukutjian framförde "LoveWave" som bidrag nummer 7 av 18 i semifinalen i Globen den 10 maj 2016. Hon tog sig vidare till final efter att ha kommit på andraplats i semifinalen. I finalen den 14 maj 2016 slutade Mukutjian och "LoveWave" på sjunde plats med totalt 249 poäng. Bidraget mottog 12 poäng (högsta möjliga poäng) från jurygrupperna i Ryssland, Spanien och Bulgarien och från tittarna i Ryssland, Frankrike och Georgien.

## Diskografi

### Singlar
- 2012 – "Right Way to Love"
- 2015 – "Ari Jar" (feat. Serjo)
- 2015 – "Target"
- 2015 – "Simple Like a Flower"
- 2016 – "LoveWave"